# Erzeparchie Homs (Melkiten)
Die Erzeparchie Homs (-Hama-Jabrud) (lat.: Archidioecesis Hemesena Graecorum Melkitarum (-Epiphaniensis-Iabrudensis)) ist eine in Syrien gelegene Eparchie der melkitisch griechisch-katholischen Kirche mit Sitz in Homs.

## Geschichte
Die Eparchie Homs, Hama und Yabrud ist flächenmäßig die größte Diözese im Melkitischen Patriarchat von Antiochien, Jerusalem und dem ganzen Osten, und Alexandria. 1724 wurde das Bistum in die drei Bistumsgrenzen von Homs, Hamas und Yabrud aufgeteilt. Da in den neuen Diözesen wenig Christen der melkitischen Kirche lebten, beschloss der Patriarch von Antiochien Maximos III. Mazloum 1849 die Zusammenlegung der Bistümer. Erster Erzbischof der neuen Großdiözese wurde Gregor Ata (1815–1899).
1860 wüteten in Syrien antichristliche Unruhen, bei denen ca. 30.000 Gläubige getötet und viele Kirchen und Klöster geplündert bzw. niedergebrannt wurden.  Unter den Ermordeten befand sich neben drei Bischöfen und über 30 Priestern auch der später seliggesprochene Franziskaner Engelbert Kolland. Durch die herausragende Mithilfe des Araberführers Abd el-Kader konnten viele Christen gerettet und die Ruhe wieder hergestellt werden. Die Erzdiözese Homs war von den Verwüstungen am Stärksten betroffenen. Erzbischof Gregor Ata befand sich beim Ausbruch der Unruhen, am 9. Juli 1860 in Damaskus und entging nur mit knapper Not dem Tod. Unter dem Schutz von Abd el-Kader gelangte er mit anderen Christen nach Beirut. Da eine sofortige Rückkehr nach Syrien unmöglich war, entschlossen sich der Erzbischof und andere orientalische Geistliche zu einer damals noch ungewöhnlichen Aktion. Sie fuhren ins ferne Europa, um dort dringend benötigte Gelder für den Wiederaufbau des christlichen Lebens in ihrer Heimat zu sammeln. Ende 1860 hielt sich Ata in Wien auf und 1861 besuchte er in der gleichen Intention das Königreich Bayern. Von König Maximilian II. wurden ihm zu diesem Zweck die Bistümer Augsburg, Würzburg und Speyer zugewiesen.

## Erzbischöfe von Homs
- Gregor Ata (1848–1899)

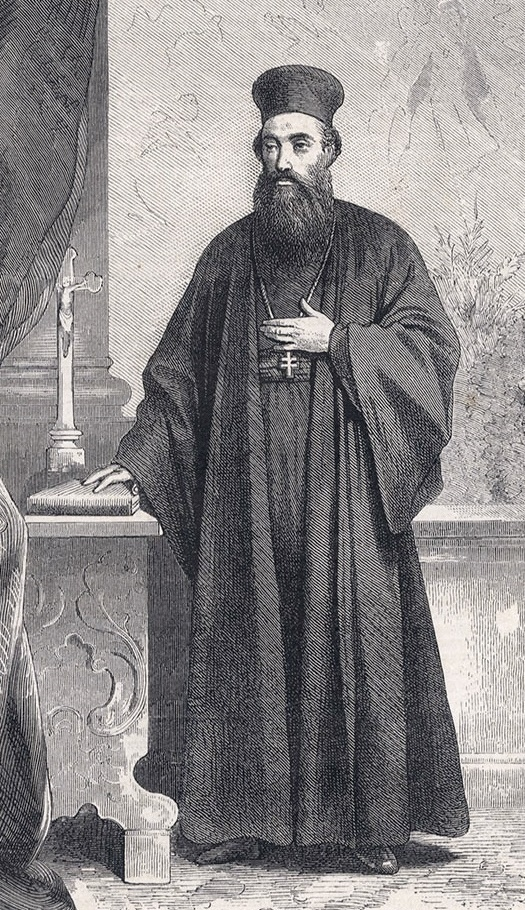
Erzbischof Gregor Ata

- Flaviano Khoury (21. November 1901–1920)
- Basilio Khouri (20. November 1920–25. Oktober 1938)
- Athanasios Toutoungi (1. Oktober 1938–5. Dezember 1961, dann Erzbischof von Aleppo)
- Jean Bassoul BS (5. Dezember 1961–1971, dann Erzbischof von Zahé und Furzol)
- Denys Gaith BC (19. August 1971–22. März 1986)
- Abraham Nehmé BC (20. August 1986–2006)
- Isidore Battikha BA (9. Februar 2006–6. September 2010)
- Abdo Arbach BC (seit 23. Juni 2012)